# Stephen Maguire

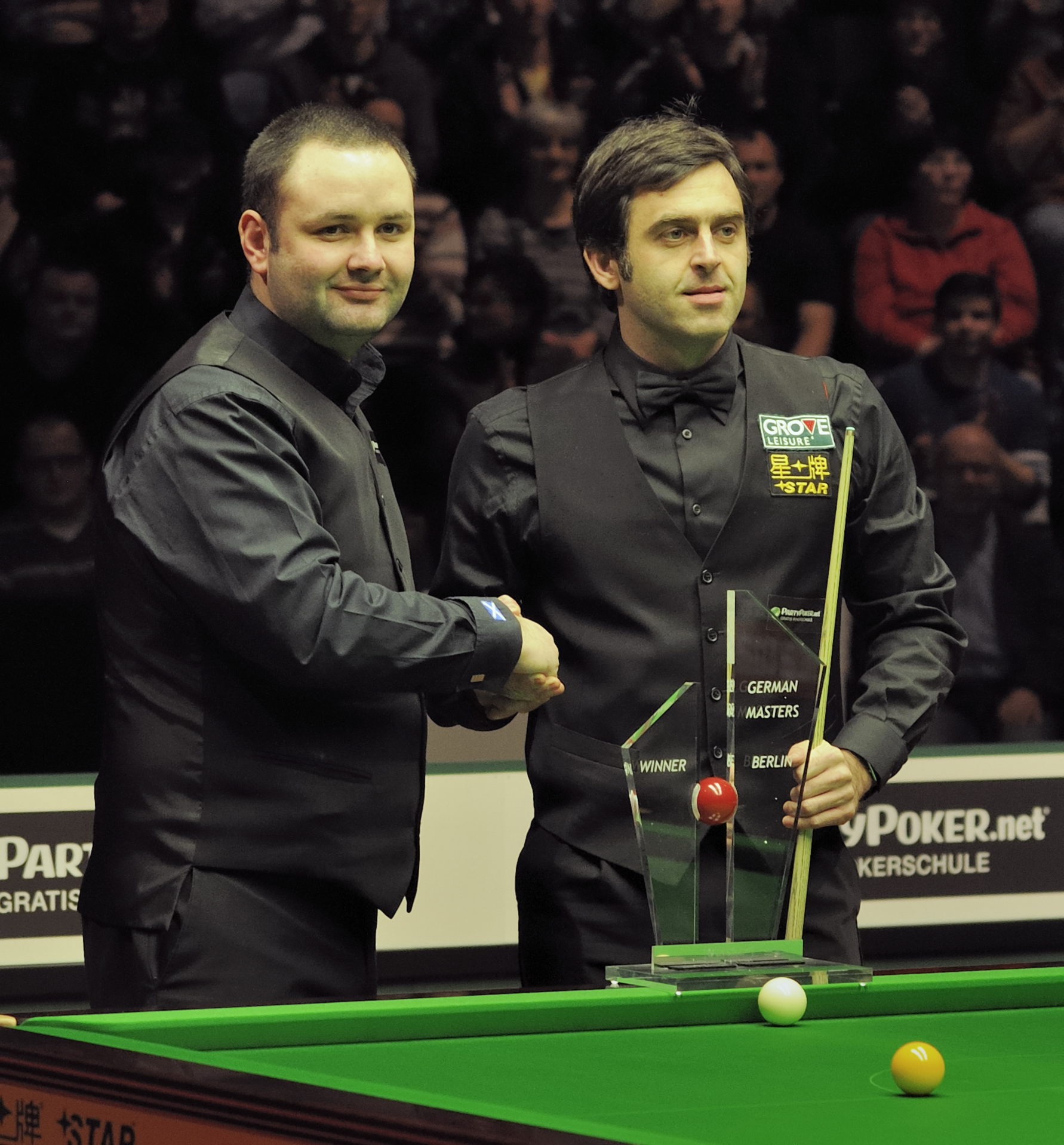
Uścisk dłoni Stephena Maguire'a i Ronniego O’Sullivana przed rozpoczęciem finału turnieju German Masters w 2012 roku.

Stephen Maguire (ur. 13 marca 1981 w Glasgow) – szkocki snookerzysta. Plasuje się na 13. miejscu pod względem zdobytych setek w profesjonalnych turniejach, w sierpniu 2025 miał ich łącznie 532.

## Kariera snookerzysty
W 2000 zdobył mistrzostwo świata amatorów; od 1996 sparingpartner gwiazdy snookera, Stephena Hendry'ego. W marcu 2004 wygrał swój pierwszy zawodowy turniej rankingowy, European Open na Malcie; pokonał m.in. Johna Higginsa, Petera Ebdona, a w finale Jimmy’ego White’a. Jego sukces był dużą niespodzianką (notowany przed zawodami dopiero na miejscu 41. na świecie).
W finale turnieju rankingowego British Open w listopadzie 2004 uległ Higginsowi 6:9. Dobrą formę potwierdził wygrywając dwa tygodnie później turniej UK Championship (w finale z Davidem Grayem 10:1).
11 listopada 2007 roku odniósł swoje trzecie zwycięstwo rankingowe. W finale turnieju Northern Ireland Trophy pokonał Fergala O’Briena 9:5. Miesiąc później doszedł do finału turnieju UK Championship, w którym jednak przegrał z Ronniem O’Sullivanem aż 2:10.
W marcu 2008 wygrał swój czwarty turniej rankingowy. W finale China Open pokonał Shauna Murphy’ego 10:9. W tym samym turnieju w swoim pojedynku półfinałowym przeciwko Ryanowi Dayowi wbił breaka maksymalnego.

## Życie osobiste
Ze swoją długoletnią partnerką ma syna – Finna.
Ze względów zdrowotnych posiada oficjalną zgodę lekarza na grę bez muszki.

## Statystyki zwycięstw

### Turnieje rankingowe
- European Open – 2004[4]
- UK Championship – 2004[5]
- Northern Ireland Trophy – 2007[6]
- China Open – 2008[7]
- Welsh Open – 2013[8]
- Tour Championship – 2020[9]
- Championship League Snooker – 2025[10]

### Turnieje nierankingowe
- Merseyside Professional Championship(inne języki) – 2003[11]
- Pro Challenge Series – Turniej 1(inne języki) – 2009[12]

### Turnieje amatorskie
- Mistrzostwa świata amatorów w snookerze – 2000[13]

### Turnieje na sześciu czerwonych
- Mistrzostwa świata w snookerze na sześciu czerwonych 2014 – 2014[14]
- Mistrzostwa świata w snookerze na sześciu czerwonych 2019 – 2019[15]